# Piotr Stępień
Piotr Stępień, född den 24 oktober 1963 i Kamieńsk, Polen, är en polsk brottare som tog OS-silver i mellanviktsbrottning i den grekisk-romerska klassen 1992 i Barcelona.